# Eriodu
Eriodu là một thị xã panchayat của quận Dindigul thuộc bang Tamil Nadu, Ấn Độ.

## Nhân khẩu
Theo điều tra dân số năm 2001 của Ấn Độ, Eriodu có dân số 7866 người. Phái nam chiếm 51% tổng số dân và phái nữ chiếm 49%. Eriodu có tỷ lệ 66% biết đọc biết viết, cao hơn tỷ lệ trung bình toàn quốc là 59,5%: tỷ lệ cho phái nam là 76%, và tỷ lệ cho phái nữ là 55%. Tại Eriodu, 11% dân số nhỏ hơn 6 tuổi.